# Jordan Lukaku
Jordan Zacharie Lukaku Menama Mokelenge (Antwerpen, 25 juli 1994) is een Belgische voetballer die speelt als aanvallend ingestelde linksachter. In augustus 2023 tekende hij een tweejarig contract bij de Turkse tweedeklasser Adanaspor nadat zijn contract bij Ponferradina ontbonden werd. Zijn vorige clubs waren onder andere RSC Anderlecht en Lazio Roma. Lukaku debuteerde in 2015 in het Belgisch voetbalelftal en telt voorlopig 8 caps. Hij was actief op het EK van 2016.
Lukaku is een zoon van voormalig voetballer Roger Lukaku, de jongere broer van Romelu Lukaku en de neef van Boli Bolingoli.

## Carrière

### Jeugd
Lukaku doorliep de jeugdreeksen van Boom FC en Lierse SK. Hij vertrok in 2006 samen met zijn broer Romelu naar de jeugdopleiding van RSC Anderlecht. In 2010 kon de jongste Lukaku rekenen op interesse van onder meer Arsenal FC dat op zoek was naar een jonge linksachter.

### RSC Anderlecht
In 2011/12 werd Lukaku opgenomen in de A-kern. Doordat zowel Olivier Deschacht als Behrang Safari regelmatig geblesseerd uitvielen, mocht hij een aantal keer op de bank plaatsnemen. Zijn officiële debuut voor paarswit kwam er op 21 maart 2012 tegen Zulte Waregem. Al vroeg in de tweede helft kwam Safari slecht neer na een tackle van Berrier. De Zweedse international kon niet meer verder voetballen. Anderlechtcoach Ariël Jacobs gunde daarop Jordan Lukaku zijn eerste speelminuten in het eerste elftal van Anderlecht. Op 6 april startte hij voor het eerst in de basiself tegen Standard Luik, als vervanger van Deschacht die zich tijdens de opwarming had geblesseerd. Op 11 april mocht hij een volledige wedstrijd meespelen, dit tegen AA Gent.
Tijdens de winterstop van het seizoen 2012/13 wilde Anderlecht hem aan het Nederlandse De Graafschap uitlenen, maar Lukaku weigerde. Trainer John van den Brom verwees hem vervolgens naar de beloften.

#### Verhuur aan KV Oostende
Lukaku startte het seizoen 2013/14 met een invalbeurten tijdens de Supercup tegen RC Genk en in de competitiewedstrijden Cercle Brugge en Waasland-Beveren. Op 27 augustus 2013 werd de linksachter samen met Fernando Canesin voor één seizoen verhuurd aan KV Oostende. Vier dagen later mocht hij tegen Sporting Lokeren tijdens de rust al invallen voor Jimmy Hempte. Lukaku werd vrij snel een certitude in het team van trainer Frederik Vanderbiest, tot hij eind januari 2014 voor de rest van het seizoen uitviel vanwege pubalgie. Lukaku heroverde na zijn pubalgieblessure zijn basisstek bij de Oostendenaars. Aan de zee bloeide hij helemaal open.

### KV Oostende
Op het einde van het seizoen maakte Lukaku definitief de overstap naar KV Oostende, waar hij een contract voor drie seizoenen tekende. Bij Anderlecht kon hij in tegenstelling tot zijn broer nooit doorbreken.
Ook in het seizoen 2015/16, waarin KV Oostende herfstkampioen werd en uiteindelijk Play-off I speelde, was Lukaku een certitude in de Oostendse verdediging. Als beloning voor zijn knappe seizoen werd hij geselecteerd voor het EK 2016 en versierde hij in juli 2016 een transfer naar de Italiaanse topclub Lazio Roma.

### Lazio Roma
Lukaku maakte op 22 juli 2016 de overstap naar Lazio Roma, dat € 4.000.000,- plus € 1.000.000,- aan potentiële bonussen betaalde aan KV Oostende. Hij erfde bij Lazio het rugnummer 6 van ex-kapitein Stefano Mauri, die in 2016 stopte met voetballen. Bij Lazio werd hij na Luis Pedro Cavanda en Gaby Mudingayi de derde Belg die bij Lazio ooit onder contract stond. Bij Lazio Roma groeide Lukaku niet meteen uit tot een certitude, maar via veel invalbeurten slaagde hij er toch in om in zijn eerste twee seizoenen 46 Serie A-wedstrijden op zijn cv bij te schrijven. In het seizoen 2017/18 kende Lukaku wel een knap Europees seizoen in de Europa League: de linksback speelde acht wedstrijden en bereikte met Lazio de kwartfinale, waar de club uitgeschakeld werd door Red Bull Salzburg.
Het seizoen 2018/19 moest Lukaku grotendeels missen vanwege een knieblessure. In januari 2019 leek Lukaku op weg naar Newcastle United, maar Lukaku slaagde niet voor zijn medische testen bij de Engelse club, waardoor de beoogde uitleenbeurt werd afgeblazen. Lukaku speelde dat seizoen slechts acht wedstrijden voor Lazio: zeven in de Serie A en één in de Coppa Italia. Door zijn ene optreden in de Coppa Italia - een basisplaats tegen Novara Calcio in de achtste finale, waarin hij een assist gaf voor de 3-0 van Ciro Immobile – mocht hij de eindzege van dit toernooi wel op zijn palmares bijschrijven.
Op 27 oktober 2019 maakte Lukaku in de competitiewedstrijd tegen ACF Fiorentina zijn eerste officiële optreden in ruim negen maanden voor Lazio. Hij vierde zijn terugkeer met een assist voor Ciro Immobile, die in de slotminuten het winnende doelpunt binnenkopte. Het seizoen 2019/20 dreigde opnieuw een verloren seizoen te worden voor Lukaku. Toen de Serie A begin maart werd stopgezet vanwege de coronapandemie had Lukaku (mede vanwege aanhoudend blessureleed) slechts twee wedstrijden op de teller staan. Bij de herneming van de competitie in juni kreeg hij echter zijn kans van trainer Simone Inzaghi. Op speeldag 27 mocht hij meteen invallen tegen Atalanta Bergamo, daarna miste hij enkel de competitiewedstrijd tegen Juventus FC door een disciplinaire straf wegens laatkomen. In al die jaren kwam Lukaku, mede door blessures slechts aan 85 wedstrijden waarin hij één keer wist te scoren en acht assists gaf.

#### Verhuur aan Royal Antwerp FC
Op 5 oktober 2020, de laatste dag van de transferperiode werd Jordan Lukaku voor 1 jaar gehuurd door Royal Antwerp FC. Er werd een aankoopoptie van zo'n 3 miljoen euro in het contract opgenomen. De linkspoot hoopte zich in de kijker van Roberto Martinez te spelen en zo het EK te halen. Hij moest op links de concurrentie moeten aangaan met de Noor Simen Juklerød.
Op 1 november 2020 zat Lukaku voor het eerst in de wedstrijdkern tegen RSC Anderlecht. Hij kwam niet in actie. Op 5 november 2020 maakte Lukaku zijn officiële debuut voor Antwerp. Hij viel in de Europa League tegen LASK drie minuten voor tijd in voor Lior Refaelov. De wedstrijd werd met 0-1 verloren. Na de interlandbreak, in de terugwedstrijd mocht Lukaku opnieuw tegen LASK negen minuten voor tijd invallen. Zijn optreden werd bekroond met een assist voor Pieter Gerkens. Op 30 november 2020 vierde hij zijn debuut voor Antwerp in de Jupiler Pro League. Hij mocht dertien minuten voor tijd invallen voor Simen Juklerød tegen Oud-Heverlee Leuven. De wedstrijd werd met 3-2 gewonnen.
Lukaku bleef fit en kwam aan 29 wedstrijden waarin hij 5 assists gaf. Bij die 2.027 speelminuten horen ook de duels in de Beker van België en Europa League. Jordan Lukaku stond verrassend op reservelijst Duivels voor het EK. Na de huurperiode werd zijn dure aankoopoptie, mede omdat hij geen grootse indruk naliet, door Antwerp niet gelicht en keerde hij terug naar Lazio. Met een jaarloon van € 2.000.000,- is hij ver ‘out of the league’ van Antwerp wat betreft spelerslonen.

#### Terugkeer naar Lazio Roma
Lukaku werd bij zijn terugkeer niet opgenomen in de basiskern van de nieuwe hoofdtrainer Maurizio Sarri. Daar was Simone Inzaghi ondertussen vertrokken. In de zomermercato van 2021 vond hij geen andere club. De Italiaanse media berichtten dat Lukaku mocht/moest vertrekken in de wintermercato van januari 2022. Bij Lazio stond hij voor de laatste keer op het veld op 1 augustus 2020. Dat seizoen zat Lukaku zelfs nog geen enkele keer op de bank in het Olympisch Stadion van Rome.

#### Verhuur aan Vicenza
Jordan Lukaku bleef in Italië voetballen, maar zakte een niveau. De linksachter wisselde begin januari 2022 Lazio Roma via een uitleenbeurt in voor de hekkensluiter in de Serie B, Vicenza, waar ex-Laziospeler Cristian Brocchi op dat moment coach was. De Noord-Italiaanse club stond allerlaatste en telde op dat ogenblik slechts 2 zeges na 17 speeldagen. Eerder trok de club met Lukasz Teodorczyk een andere oude bekende uit de Jupiler Pro League aan. Op 23 januari 2022 debuteerde hij als basisspeler tegen Cittadella met een 3-3 gelijkspel. Hij werd na 75 minuten vervangen met een blessure. Lukaku stond 12 wedstrijden aan de kant en kwam hierdoor niet verder dan 9 wedstrijden zonder doelpunten voor Vicenza.

### SD Ponferradina
Voor het seizoen 2022/23 tekende Lukaku bij het Spaanse SD Ponferradina, een ploeg uit de Segunda División A. Hij werd transfervrij overgenomen van Lazio. Lukaku tekende een contract voor één seizoen.
Hij debuteerde op de vierde speeldag tegen Sporting Gijón. Hij mocht 10 minuten voor tijd invallen in de met 1-3 verloren wedstrijd. De 5 daaropvolgende wedstrijden startte hij in de basis of op de bank. Sinds 3 oktober vergaarde hij slechts drie minuten meer. Tijdens de winterstop werd er naar een oplossing voor Lukaku gezocht. Sinds begin februari 2023 zat hij zonder ploeg na de ontbinding van zijn contract bij Spaanse tweedeklasser. Lukaku kwam in de eerste seizoenshelft slechts acht keer in actie voor Ponferradina.

### Adanaspor
Eind augustus 2023 tekende hij een tweejarig contract bij de Turkse tweedeklasser Adanaspor. Hij zat al ruim een half jaar zonder club.

## Statistieken
| Seizoen                          | Club            | Land    | Competitie         | Competitie | Competitie | Beker | Beker | Supercup | Supercup | Europees | Europees | Totaal | Totaal |
| Seizoen                          | Club            | Land    | Competitie         | Wed.       | Dlp.       | Wed.  | Dlp.  | Wed.     | Dlp.     | Wed.     | Dlp.     | Wed.   | Dlp.   |
| -------------------------------- | --------------- | ------- | ------------------ | ---------- | ---------- | ----- | ----- | -------- | -------- | -------- | -------- | ------ | ------ |
| 2011/12                          | RSC Anderlecht  | België  | Jupiler Pro League | 6          | 0          | 0     | 0     | —        | —        | 0        | 0        | 6      | 0      |
| 2012/13                          | RSC Anderlecht  | België  | Jupiler Pro League | 0          | 0          | 0     | 0     | 0        | 0        | 0        | 0        | 0      | 0      |
| 2013/14                          | RSC Anderlecht  | België  | Jupiler Pro League | 2          | 0          | 0     | 0     | 1        | 0        | 0        | 0        | 3      | 0      |
| 2013/14                          | → KV Oostende   | België  | Jupiler Pro League | 15         | 0          | 3     | 0     | —        | —        | —        | —        | 18     | 0      |
| 2014/15                          | KV Oostende     | België  | Jupiler Pro League | 29         | 0          | 1     | 0     | —        | —        | —        | —        | 30     | 0      |
| 2015/16                          | KV Oostende     | België  | Jupiler Pro League | 34         | 3          | 0     | 0     | —        | —        | —        | —        | 34     | 3      |
| 2016/17                          | SS Lazio        | Italië  | Serie A            | 16         | 0          | 4     | 0     | —        | —        | —        | —        | 20     | 0      |
| 2017/18                          | SS Lazio        | Italië  | Serie A            | 30         | 1          | 4     | 0     | 1        | 0        | 9        | 0        | 44     | 1      |
| 2018/19                          | SS Lazio        | Italië  | Serie A            | 7          | 0          | 1     | 0     | —        | —        | 0        | 0        | 8      | 0      |
| 2019/20                          | SS Lazio        | Italië  | Serie A            | 13         | 0          | 0     | 0     | 0        | 0        | 0        | 0        | 13     | 0      |
| 2020/21                          | → Antwerp FC    | België  | Jupiler Pro League | 22         | 0          | 2     | 0     | —        | —        | 4        | 0        | 28     | 0      |
| 2021/22                          | → LR Vicenza    | Italië  | Serie B            | 9          | 0          | 0     | 0     | —        | —        | —        | —        | 9      | 0      |
| 2022/23                          | SD Ponferradina | Spanje  | Segunda División A | 7          | 0          | 1     | 0     | —        | —        | —        | —        | 8      | 0      |
| 2023/24                          | Adanaspor       | Turkije | TFF 1. Lig         | 14         | 0          | 2     | 0     | —        | —        | —        | —        | 16     | 0      |
| 2024/25                          | Adanaspor       | Turkije | TFF 1. Lig         | 0          | 0          | 0     | 0     | —        | —        | —        | —        | 0      | 0      |
| TOTAAL                           | TOTAAL          | TOTAAL  | TOTAAL             | 204        | 4          | 18    | 0     | 2        | 0        | 13       | 0        | 235    | 4      |
| Bijgewerkt t/m 29 augustus 2024. |                 |         |                    |            |            |       |       |          |          |          |          |        |        |

## Internationaal
Op 1 september 2014 werd Jordan Lukaku voor het eerst opgeroepen voor de vriendschappelijke oefeninterland tegen Australië. Hij kwam niet in actie. Op 15 oktober 2015 debuteerde hij samen met Laurent Depoitre in een kwalificatiewedstrijd voor het EK 2016 tegen Andorra. Lukaku speelde de volle 90 minuten in de met 1-4 gewonnen wedstrijd. In zijn tweede interland wist zijn broer Romelu tegen Portugal te scoren op aangeven van Jordan.

#### EK 2016 Frankrijk
België was met ambities naar het EK in Frankrijk getrokken, maar werd tot ieders verbazing in de kwartfinales gewipt door Wales. Jordan Lukaku, die de geblesseerde Jan Vertonghen moest vervangen, zakte door het ijs in de gelegenheidsdefensie. Romelu en Jordan Lukaku waren het derde Belgische broederpaar op een EK. Luc en Marc Millecamps waren er al bij tijdens het EK 1980 en WK 1982, Émile en Mbo Mpenza op het WK 1998 en het EK 2000.

## Interlands
| Interlands van Jordan Lukaku voor België | Interlands van Jordan Lukaku voor België | Interlands van Jordan Lukaku voor België | Interlands van Jordan Lukaku voor België | Interlands van Jordan Lukaku voor België | Interlands van Jordan Lukaku voor België | Interlands van Jordan Lukaku voor België |
| №                                        | Datum                                    | Wedstrijd                                | Uitslag                                  | Soort wedstrijd                          | Doelpunten                               | Assists                                  |
| Als speler bij KV Oostende               | Als speler bij KV Oostende               | Als speler bij KV Oostende               | Als speler bij KV Oostende               | Als speler bij KV Oostende               | Als speler bij KV Oostende               | Als speler bij KV Oostende               |
| ---------------------------------------- | ---------------------------------------- | ---------------------------------------- | ---------------------------------------- | ---------------------------------------- | ---------------------------------------- | ---------------------------------------- |
| 1.                                       | 10 oktober 2015                          | Andorra – België                         | 1 – 4                                    | Kwalificatie EK 2016                     | 0                                        | 1                                        |
| 2.                                       | 29 maart 2016                            | Portugal - België                        | 2 - 1                                    | Vriendschappelijk                        | 0                                        | 1                                        |
| 3.                                       | 28 mei 2016                              | Zwitserland - België                     | 1 - 2                                    | Vriendschappelijk                        | 0                                        | 1                                        |
| 4.                                       | 5 juni 2016                              | België - Noorwegen                       | 3 - 2                                    | Vriendschappelijk                        | 0                                        | 0                                        |
| 5.                                       | 1 juli 2016                              | Wales - België                           | 3 - 1                                    | EK 2016                                  | 0                                        | 0                                        |
| Als speler bij Lazio Roma                |                                          |                                          |                                          |                                          |                                          |                                          |
| 6.                                       | 1 september 2016                         | België - Spanje                          | 0 - 2                                    | Vriendschappelijk                        | 0                                        | 0                                        |
| 7.                                       | 7 oktober 2016                           | België - Bosnië en Herzegovina           | 4 - 0                                    | Kwalificatie WK 2018                     | 0                                        | 0                                        |
| 8.                                       | 14 november 2017                         | België - Japan                           | 1 - 0                                    | Vriendschappelijk                        | 0                                        | 0                                        |
| Totaal                                   | Totaal                                   | Totaal                                   | Totaal                                   | Totaal                                   | 0                                        | 3                                        |

Bijgewerkt t/m 14 november 2017

## Palmares
| Nationaal          |    |            |
| Belgisch kampioen  | 2x | 2012, 2013 |
| Belgische Supercup | 2x | 2012, 2013 |
| Viareggio Cup      | 1x | 2013       |
| Supercoppa         | 2x | 2017, 2019 |
| Coppa Italia       | 1x | 2019       |

## School van Lukaku
In het najaar van 2010 startte televisiezender één met het uitzenden van het programma De school van Lukaku, waarin het dagelijkse leven van leerlingen in het Sint-Guido Instituut uit Anderlecht werd gevolgd. Romelu Lukaku, die tijdens de opnames was doorgebroken bij Anderlecht, was een van die leerlingen. Omdat hij de bekendste was, en door zijn voetbalcarrière ook gold als een buitenbeentje, kreeg het programma de titel De school van Lukaku. Ook de schoolprestaties van Jordan Lukaku werden op de voet gevolgd.

## In opspraak

### Belastingontwijking
Eind 2014 werd bekend dat Jordan Lukaku samen met zijn broer Romelu via hun vader in Luxemburg een vennootschap had opgericht om geld naartoe te sluizen om belastingen te ontwijken. De firma heet "Rojoluk", naar de voorletters van de voornamen en de familienaam.

### Rijverbod
De laatste jaren haalt Jordan Lukaku ook regelmatig het nieuws met talrijke snelheidsovertredingen en schendingen van het rijverbod.

### Wilmots
In februari 2020 haalde Lukaku in een interview met Eleven Sports uit naar voormalig Belgisch bondscoach Marc Wilmots, onder wie de tactische richtlijnen volgens Lukaku quasi onbestaande zouden geweest zijn. Wilmots riposteerde hierop dat hij spijt had dat hij Lukaku niet buitenzette toen hij tien keer te laat kwam op het EK. "Op het EK in 2016 in de kwartfinale tegen Wales hanteerden we dezelfde tactiek als met België in 2002 tegen Brazilië. Die bestond erin hoog druk te zetten om te voorkomen dat ze hun spel niet zomaar konden spelen. Dus, zijn taak was ook om Eden Hazard niet te diep te laten zakken. Hij moest hem gewoon zo vaak mogelijk aanspelen in de diepte. Als hij het allemaal meent, betekent het gewoon dat hij de tactiek toen niet begreep. (...) Ik heb uitgerekend dat hij sinds de vriendschappelijke wedstrijd tegen Portugal tot de kwartfinale tegen Wales aanwezig was bij negen tactische besprekingen. Als je dan nog niet doorhebt wat je moet doen... Daarbovenop hadden we met Vital Borkelmans een zeer ervaren ex-linksback in onze staf. En dan heeft hij nog het lef om te zeggen dat hij niet wist wat hij moest doen", sprak Wilmots in de pers.
1 Courtois ·
2 Alderweireld ·
3 Vermaelen ·
4 Nainggolan ·
5 Vertonghen ·
6 Witsel ·
7 De Bruyne ·
8 Fellaini ·
9 R. Lukaku ·
10 Hazard  ·
11 Carrasco ·
12 Mignolet ·
13 Gillet ·
14 Mertens ·
15 Denayer ·
16 Meunier ·
17 Origi ·
18 Kabasele ·
19 Dembélé ·
20 Benteke ·
21 J. Lukaku ·
22 Batshuayi ·
23 Ciman ·
Coach: Wilmots